# دينو ايزي
دينو ايزي (بالإنجليزية: Dino Eze)‏ (1 يونيو 1984 ببورت هاركورت في نيجيريا - ) هو لاعب كرة قدم نيجيري في مركز الوسط. لعب مع النادي الأهلي ودينامو بوخارست ونادي بوليتكنيكا ياشي ونادي بيروي ستارا زاغورا ونادي ستيوا بوخارست ونادي لوكوموتيف بلوفديف ويو تي أي أراد ونادي فارول كونستانتسا وCS Brazi ‏ وCS Chimia Brazi ‏ وFC Gloria Buzău ‏.

## روابط خارجية
- دينو ايزي على موقع قاعدة بيانات كرة القدم.إي يو (الإنجليزية)
- دينو ايزي على موقع Soccerway.com (الإنجليزية)
- دينو ايزي على موقع عالم كرة القدم.نت (الإنجليزية)